# Деаерация
Деаерацията е процес на отделяне на газове от течни флуиди. Този процес се базира на Закона на Хенри, който гласи, че концентрацията на газа във флуида намалява правопропорционало с намаляване на парциалното налягане на газа над флуидната повърхност.